# Kulturpartnerschaften von WDR3
Kulturpartnerschaften sind in ihrer Ursprungsform eine nicht-kommerzielle Partnerschaft zwischen Kultureinrichtungen eines Landes, den Kulturpartnern, und dem öffentlich-rechtlichen Rundfunk.

## Entstehung
Im Jahr 2000 wurden die WDR 3 Kulturpartnerschaften als erstes landesweites, nicht-kommerzielles Partnerschafts-Netzwerk zwischen Kulturträgern und dem öffentlich-rechtlichen Rundfunk vom damaligen WDR 3 Programmchef Karl Karst (Programmchef WDR 3 von 1999 bis 2019) ins Leben gerufen.  Anlässlich der Pressevorstellung des Kooperationsmodells durch den damaligen ARD-Vorsitzenden und WDR-Intendanten Fritz Pleitgen sprach die Deutsche Presse-Agentur von einer Renaissance des Kulturradios.
Die WDR 3 Kulturpartnerschaften standen unter dem von Karl Karst geprägten Motto „Partnerschaft für mehr Kultur“ und beruhten auf langfristigen Verträgen ohne Geldfluss. Sie waren Vorbild für alle folgenden Kulturpartnerschaften der ARD-Landesrundfunkanstalten. Die meisten Kulturradios der ARD verfügen heute über jeweils individuelle Modelle von Kulturpartnerschaften.
Im Oktober 2020 feierten die WDR 3 Kulturpartnerschaften ihr 20-jähriges Bestehen als eines der wirkungsreichsten Kulturnetzwerke in Europa mit rund 120 Theatern, Konzerthäusern, Museen, Festivals und Kulturinstitutionen in Nordrhein-Westfalen.

## Konzept
„Kern des Konzepts“, so heißt es im Ursprungstext des Initiators Karl Karst: „ist die dauerhafte, unentgeltliche Kooperation der Kulturträger des Landes zugunsten einer besseren Nutzung und Verbreitung ihrer Programmangebote. Ziel ist eine möglichst direkte Zielgruppenwerbung für die Veranstaltungen der Kulturpartner ohne Belastung ihrer Etats. Dabei entsteht gleichzeitig ein Imagetransfer, der für beide Seiten von Gewinn ist. Durch mögliche Auslastungssteigerungen bei den Partnern führt sie in positiven Fällen auch zu wirtschaftlich spürbaren Ergebnissen – und beim Publikum zu einer deutlich größeren Information über die Kulturangebote des Landes.“
Bei den Kulturpartnerschaften WDR 3 fließt kein Geld. Das Kulturradio WDR 3 informierte in aufwändig produzierten, teilweise künstlerischen Programmtrailern über Projekte und Veranstaltungen seiner Kulturpartner. Die Kulturpartner wiesen in ihren Publikationen und auch in ihren Räumen auf ihre Partnerschaft mit dem Sender hin. Kooperationsprojekte wie Mitschnitte oder das 2003 entstandene „Kulturpolitische Forum WDR 3“ gehörten ebenfalls zu den Möglichkeiten der Partnerschaft.
Gründungsmotiv der Kulturpartnerschaften war es, angesichts immer geringer werdender Eigenmittel neue Möglichkeiten gegenseitiger Unterstützung der Kulturträger zu eröffnen und unentgeltlich die Werbekraft der eigenen Medien zu nutzen: „Angesichts schrumpfender Etats wird es immer wichtiger, keine Mittel durch Werbung zu binden, die der künstlerischen Produktion vorbehalten bleiben sollten“ (Karl Karst).
Wichtig war dem Initiator auch die gegenseitige Unabhängigkeit und Souveränität. Es konnte durchaus vorkommen, dass eine Veranstaltung, auf die WDR 3 in einem Kulturpartnerspot hingewiesen hatte, in einer redaktionellen Besprechung seiner aktuellen Kulturmagazine verrissen wurde. Programm-Redaktionen und Trailer-Team arbeiten streng getrennt.

## Kulturpolitisches Forum WDR 3
Zu den dauerhaften Programmprojekten, die sich aus den Kulturpartnerschaften entwickelten, gehört das „Kulturpolitische Forum WDR 3“, das seit 2003 öffentliche kulturpolitische Debatten veranstaltet und sie in ganzstündigen Sendungen linear sowie als Podcast ausstrahlt und per Download zur Verfügung stellt.
Das erste „Kulturpolitische Forum WDR 3“ fand im Oktober 2003 auf dem Welterbe Zeche Zollverein statt. Es trug den provokanten Titel: „Wie viele Konzerthäuser braucht das Land?“. Auf dem Podium saßen: Michael Kaufmann, damaliger Chef der Philharmonie Essen, Albin Hänseroth, damaliger Intendant der Philharmonie Köln, der NRW-Kulturminister und stellvertretende Ministerpräsident des Landes, Michael Vesper, sowie Olaf Zimmermann vom Deutschen Kulturrat und Karl Karst, der das Podium moderierte (anfänglich zusammen mit Olaf Zimmermann, der aber mit Kulturminister Vesper in einen Streit geriet, so dass Karl Karst ihn aus der Moderatorenrolle „entlassen“ musste).

## Kulturpartnerfest 2006
Eines der größten Kulturereignisse in Nordrhein-Westfalen fand am 2. September 2006 statt. Das WDR 3-Kulturpartnerfest präsentierte mit rund 50 NRW-Kulturpartnern gleichzeitig in sechs Städten des Landes (Detmold, Duisburg, Essen, Marl, Münster und Köln) auf 20 Bühnen mehr als 200 Stunden kostenloses Kulturprogramm. Wie bei einer Bundesliga-Schalte übertrug das WDR-Kulturradio in einer 12-stündigen Non-Stop-Sendung von 12.00 bis 24.00 Uhr die Highlights des Festes aus den sechs beteiligten Städten. WDR 3 Programmchef Karl Karst: "Ein Kulturfest in diesen Dimensionen hat es noch nicht gegeben". Mehr als 60.000 Besucher besuchten die Bühnen, Hunderttausende verfolgten das Programm auf WDR 3.

## Kulturpartner NRW e.V.
Um die gemeinsamen Aktivitäten der WDR 3 Kulturpartner zu stärken, wurde im Nachgang zum „Kulturpartnerfest“ 2006 die Gründung eines eingetragenen Vereins angeregt. Der WDR hatte einen höheren Spendenbetrag für das Kulturpartnerfest aus gesetzlichen Gründen nicht annehmen können. Dazu sollte ein gemeinnütziger Verein in der Lage sein. Zugleich erhielt das Netzwerk durch die Vereinsgründung eine eigene juristische und politische Stimme.
2007 wurde der kulturPARTNERnrw e.V. gegründet. Den ersten Vorsitz des Vereins übernahm Gerhard Kilger, Direktor der DASA (Deutsche Arbeitsschutzausstellung Dortmund). Jolanta Nölle (damalige Geschäftsführerin der Stiftung Zeche Zollverein) und Ilona Schmiel (damalige Intendantin des Beethovenfests Bonn) waren seine Stellvertreterinnen, Eva Luise Roth vom Landesmusikrat NRW die Schatzmeisterin.

## Bewertung
In der Studie des Deutschen Kulturrats „Der WDR als Kulturakteur“ aus dem Jahr 2009 wird den Kulturpartnerschaften eine hohe Wertigkeit zugeschrieben: „Wie erfolgreich das Konzept der WDR 3 Kulturpartnerschaften ist, wird nicht zuletzt daran deutlich, dass es mittlerweile zahlreiche Nachahmer innerhalb der ARD und darüber hinaus findet. Durch die WDR 3-Kulturpartnerschaften wird nicht nur die Kultur in NRW und den Regionen gestärkt, ihre Vielfalt aufgezeigt und ein Zusammengehörigkeitsgefühl zwischen NRW, seinen Bewohnern und dem WDR forciert. Gleichzeitig stärken diese Verbindungen die Kulturpartner an sich und es kommt so zu einer win-win Situation.“
Franz Xaver Ohnesorg, Intendant des Klavierfestivals Ruhr und einer der ersten Kulturpartner von WDR 3: „Solche Zusammenschlüsse sind sicher auch nicht unwichtig für die rundfunkpolitische Diskussion. Durch uns kann der WDRbelegen, dass er seinen Kulturauftrag auch wirklich umsetzt. Die Realisierung des Rundfunkziels ,Kultur‘ im Programm ist durch diese aktive Kulturpartnerschaft sehr gut gelungen.“

## Wirkung
Die Begriffe Kulturpartner und Kulturpartnerschaften fanden rasante Verbreitung in den deutschsprachigen Ländern. Nahezu alle Kulturprogramme der ARD entwickelten eigene Kulturpartnerschaften. Die Nachfolgeprojekte in den Kulturprogrammen der ARD waren zum Teil konzeptionell unterschiedlich. Auch kommunale Einrichtungen, Städte und Gemeinden hatten nun „Kulturpartner“ an ihrer Seite. Kommerzielle Bereiche nutzten die Begriffe für mitunter gegenläufige Zielsetzungen: Sie kosteten den Kultureinrichtungen Geld, anstatt es durch eine Kulturpartnerschaft zu sparen.